# Antenna Nord
Antenna Nord era un canale televisivo privato di proprietà della Rusconi Editore, fondato nel 1977 da Alberto Rusconi, figlio dell'editore Edilio Rusconi. Aveva due ripetitori: in Valcava (BG) e a Milano (grattacielo Pirelli) e trasmetteva rispettivamente sui canali televisivi UHF 49 e 57. Nel 1982 iniziò a far parte della syndication di livello nazionale Italia 1 assieme ad altre emittenti.

## Storia
Le trasmissioni di Antenna Nord iniziarono il 2 maggio 1977 con una programmazione incentrata su telefilm, programmi dedicati ai bambini nella fascia pomeridiana che dal 1981 accolse Bim Bum Bam, in un primo momento solo contenitore di cartoni animati.
La sede era a Milano, in via Oldofredi, e il segnale copriva gran parte del nord Italia, grazie alla potenza del trasmettitore sul canale UHF 49 da Valcava (fu una delle prime stazioni a installare un impianto in tale sito, poi valutato come il più idoneo per il servizio televisivo sulla Lombardia e il Piemonte orientale). I personaggi più noti erano l'ex pilota automobilistico Andrea de Adamich, che conduceva Grand Prix assieme a Patrizio Cantù, Giulio Schmidt e a Giulio Palumbo, l'annunciatrice Gabriella Golia,  la conduttrice Marina Perzy, Elisabetta Viviani (con la rubrica Scelti da voi).  Tra i programmi di maggior successo, San Siro ieri, una delle prime trasmissioni calcistiche delle TV private, andata in onda durante il campionato di calcio 1978 - 1979 e condotta da Achille Mezzadri e Eugenio Gallavotti. Antenna Nord era gemellata con la romana Quinta Rete, anch'essa di proprietà della Rusconi e fondata l'8 agosto 1976.
Nel 1980 si decise di espandere il raggio di copertura di Antenna Nord anche nelle regioni vicine: prima nacque Antenna Nord Emilia-Romagna, che ripeteva i programmi della stazione lombarda. Sempre nel 1980 Rusconi comprò l'emittente torinese Tele Europa 3, che nel corso dell'anno cambiò nome in Antenna Nord Piemonte, diventando quindi unità locale piemontese della stazione lombarda. In quel periodo, le emittenti del gruppo facevano anche parte del circuito televisivo GPE 80, in collaborazione con Mondadori. Nel settembre 1981 Rusconi stipulò un accordo con la concessionaria di pubblicità Publikompass, di proprietà del Gruppo Fiat, per la gestione pubblicitaria delle emittenti del gruppo Rusconi.
Il 3 gennaio 1982 la rete iniziò a far parte della syndication televisiva nazionale del gruppo Rusconi, Italia 1. Le emittenti associate erano: Antenna Nord Piemonte (TO), Antenna Nord Valsabbia (BS), Antenna Nord Emilia (BO), TVS (GE), Televenezia (VE), TeleBolzano (BZ), Antenna 3 Veneto (TV), Canale 48 (FI), TeleAmiata (GR), TVA Telecentro (AP), Telemare Abruzzo (PE), Quinta Rete (RM), Telecapri (NA), Antenna Sud (BA), Video Calabria (RC), TeleColor International (CT), TeleSicilia (PA), Tele Costa Smeralda (SS).
Alla fine del 1982 Italia 1 fu rilevata dalla Fininvest di Silvio Berlusconi, tramite la società "Rete 10" e venne formalmente denominata "Italia 1 - Rete 10" (ma il marchio in onda era sempre e solo "Italia 1"). Sparì così dai teleschermi anche il marchio di Antenna Nord (fino a prima rimasto affiancato a quello di Italia 1).
L'emittente cessò formalmente di esistere il 4 gennaio 1983.